# Wakarusa (Indiana)
Wakarusa – miasto w Stanach Zjednoczonych, w stanie Indiana, w hrabstwie Elkhart.